# Mary Helen Young
Pour les articles homonymes, voir Young.
Mary Helen Young (5 juin 1883 – 14 mars 1945) est une infirmière écossaise et membre de la Résistance qui aide des militaires anglais à fuir la France occupée pendant la Seconde Guerre mondiale. Elle est arrêtée par la Gestapo et déportée au camp de concentration de Ravensbrück,.

## Enfance
Young est née le 5 juin 1883 à Aberdeen, fille d'Elizabeth Ann Burnett (1854-1884) et d'Alexander Young (1855-1913), un greffier. Sa mère meurt pendant sa petite enfance et la famille - son père et ses deux sœurs aînées - déménage à Édimbourg. Après son diplôme du secondaire, elle travaille comme couturière au magasin Jenners à Édimbourg. Elle quitte la ville en 1904 pour se former en tant qu’infirmière dans le Surrey, où elle obtient son diplôme quatre ans plus tard. En 1909, elle se rend à Paris pour travailler comme infirmière à domicile.

## Première Guerre mondiale
Lors du déclenchement de la Première Guerre mondiale, elle se porte volontaire pour la Croix-Rouge britannique. Elle travaille avec l'armée britannique en France, donnant des soins aux blessés sur le Front de l'Ouest. Son fiancé est tué pendant la guerre. Après-guerre, elle retourne travailler comme infirmière à domicile à Paris, rentre en Écosse seulement pour rendre visite à sa sœur à Aberdeen ou sa tante à Ballater.

## Seconde Guerre mondiale et emprisonnement
Lorsque les Nazis occupent Paris en juin 1940, Mary Helen Young ont choisi de rester et de continuer à travailler comme infirmière. En décembre de la même année, elle est envoyée dans un camp d'internement près de Besançon pour les civils Alliés d'où elle est libérée au bout de six mois environ pour raisons de santé. Bien qu'elle soit sous surveillance de la Gestapo, elle reçoit dans sa maison du 69 rue Laugier des agents anglais en lien avec la Résistance. Son appartement sert aussi de base pour l'envoi et la réception de transmissions de Radio Londres. Le 11 novembre 1943, elle est arrêtée et interrogée par la Gestapo. En février 1944, elle est envoyée à Ravensbrück, un camp de concentration pour femmes en tant que prisonnière de droit commun. En septembre 1945, sa famille en Écosse apprend sa mort, survenue au mois de mars précédent.

## Après-guerre
Après-guerre, l'ambassade du Royaume-Uni en France et la Commission des crimes de guerre des Nations unies mènent une enquête et prouvent que Mary Helen Young a été mise à mort par les nazis « dans une chambre à gaz ou autrement » entre février et mars 1945.
Sa sœur et plus proche parente, Elizabeth Ann Sutherland, lance une action en justice pour régler la succession des biens de Mary Helen Young. Le 30 janvier 1948 à la Court of Session, Lord Blade émet une déclaration judiciaire de décès pour Mary Helen Young, la datant au 14 mars 1945.
La romancière française, Simone Saint-Clair, ancienne détenue à Ravensbrück, garde le souvenir de Mary Helen Young : « Elle gardait toujours le menton levé... et nous aimions toutes la petite écossaise, Mees Young. »
Elle est comparée à l'infirmière Edith Cavell, condamnée au peloton d'exécution par les Allemands pendant la Première Guerre mondiale.